# Paróquia de Nossa Senhora do Carmo
A Paróquia de Nossa Senhora do Carmo é uma paróquia da Diocese de Macau. A sua igreja matriz, localizado na Freguesia de Nossa Senhora do Carmo, é a Igreja de Nossa Senhora do Carmo, fundada em 1885. Actualmente, esta paróquia abrange toda a ilha da Taipa.